# Robert Franklin Bratton
Robert Franklin Bratton (* 13. Mai 1845 in Barren Creek Springs, Wicomico County, Maryland; † 10. Mai 1894 in Princess Anne, Maryland) war ein US-amerikanischer Politiker. In den Jahren 1893 und 1894 vertrat er den Bundesstaat Maryland im US-Repräsentantenhaus.

## Werdegang
Robert Bratton besuchte bis 1864 das Washington College in Chestertown. Danach arbeitete er als Deputy Register in der Verwaltung des Somerset County. Im Jahr 1867 wurde er als Rechtsanwalt zugelassen; ob er diesen Beruf tatsächlich ausgeübt hat, ist nicht überliefert. Damals begann er als Mitglied der Demokratischen Partei eine politische Laufbahn. Im Jahr 1865 war er Mitglied einer Versammlung, die die Delegierten für eine bundesweite Friedenskonferenz in Philadelphia nominierte. Außerdem war Bratton Delegierter auf verschiedenen lokalen und staatsweiten Konferenzen. 1869 saß er im Abgeordnetenhaus von Maryland; in den Jahren 1873, 1879, 1887 und 1890 gehörte er dem Staatssenat an.
Bei den Kongresswahlen des Jahres 1892 wurde Bratton im ersten Wahlbezirk von Maryland in das US-Repräsentantenhaus in Washington, D.C. gewählt, wo er am 4. März 1893 die Nachfolge von John Brewer Brown antrat. Er konnte die bis zum 3. März 1895 laufende Legislaturperiode im Kongress nicht beenden, da er bereits am 10. Mai 1894 starb. Sein Mandat fiel nach einer Sonderwahl an Winder Laird Henry.